# Root no Android

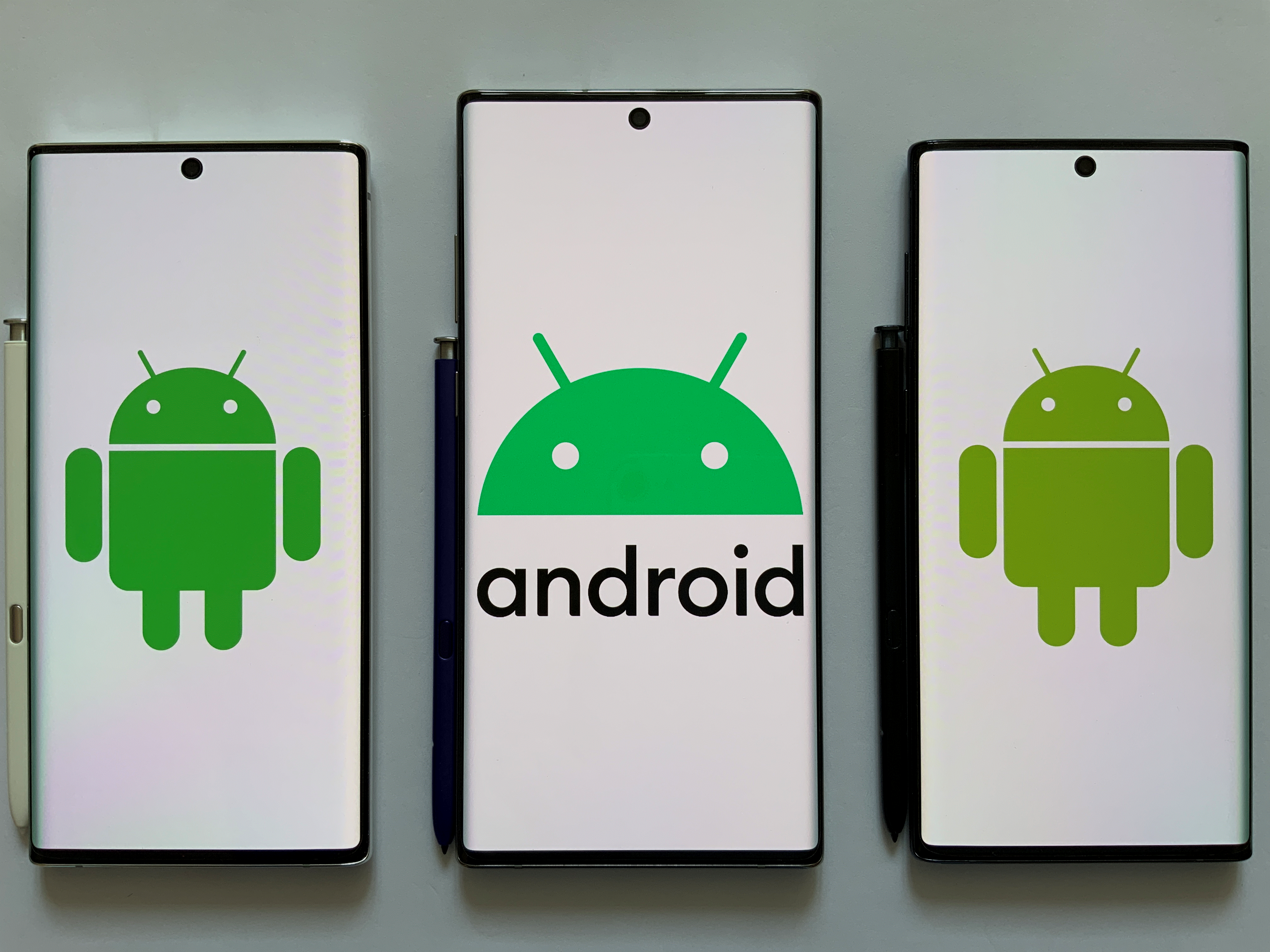
Imagem ilustrativa

O root ou rooting é um processo realizado em smartphones e em tablets com sistema operacional Android o qual permite que o dispositivo execute comandos privilegiados que tipicamente são indisponíveis em sua configuração padrão. O nome do procedimento advém do fato de o sistema Android ser baseado no Linux e este sistema possuir um superusuário, chamado root, que possui acesso a comandos, a configurações e a áreas sensíveis do sistema de arquivos do sistema operacional.
O processo de rooting permite ao usuário remover, alterar ou substituir aplicativos de sistema ou pré-instalados de fábrica - liberando, desta forma, espaço na memória interna do dispositivo, podendo se utilizar aplicativos especializados - que requerem permissões administrativas - ou realizar operações de outra forma inacessíveis a um usuário comum. O processo também possibilita a substituição do sistema operacional original do dispositivo por outro.
Historicamente, o HTC Dream foi o primeiro smartphone com Android a sofrer o processo de rooting, com instruções publicadas no fórum XDA 21 dias após seu lançamento oficial.

## Procedimentos
O processo de root varia de acordo com o dispositivo, mas em geral inclui explorar uma ou mais falhas de segurança no firmware do aparelho. Uma vez que um exploit é descoberto, uma imagem de recuperação personalizada pode ser gravada, contornando a verificação de assinatura digital para a atualização do firmware. Por exemplo, o arquivo binário su pode ser copiado para algum local registrado na variável PATH (como em /system/xbin/) e conceder permissões de execução com o comando chmod. Uma aplicação de supervisão, como o SuperSU, pode, desta forma, regular e registrar solicitações de elevação de privilégio de outras aplicações.
Alguns métodos de rooting envolvem a utilização de prompts de comando e de uma interface de desenvolvimento chamada Android Debug Bridge, ou ADB, enquanto outros podem se valer de aplicativos especializados e serem tão simples quando pressionar um botão.
A prática de rooting atualmente, em geral, exige o desbloqueio do bootloader (em aparelhos de algumas marcas), que acarreta na perda de todos os dados armazenados no dispositivo. Além disso, poderá haver problemas com atualizações e riscos de segurança.
O processo de rootear um aparelho pode ser simples ou complexo, e pode até depender do acaso. Por exemplo: logo após o lançamento do HTC Dream, foi descoberto que qualquer coisa digitada utilizando o teclado era interpretada como um comando em um shell privilegiado de root. Apesar de a Google lançar rapidamente um patch para corrigir essa falha, uma imagem assinada do firmware antigo vazou e deu aos usuários a possibilidade de fazer downgrade e utilizar o exploit original para obter o acesso root.

### Suporte dos fabricantes
Alguns fabricantes, como LG, HTC, Motorola, Samsung e Xiaomi fornecem suporte oficial para destravar o bootloader, o que permite realizar o processo de root sem explorar quaisquer vulnerabilidades. No entanto, o suporte pode ser limitado apenas para determinados modelos de smartphone.

### Vantagens
O procedimento abre espaço para um vasto leque de modificações que pode ser explorado pelo utilizador, dentre os quais está incluído modificar configurações do kernel, acessar e alterar arquivos do sistema e possibilitar o pleno funcionamento de aplicativos que necessitem da permissão privilegiada. Algumas das vantagens que podemos citar incluem:
- Suporte para temas, permitindo a modificação visual de praticamente todos os elementos da interface do sistema;
- Controle completo do kernel, o que permite, por exemplo, fazer overclock e underclock da CPU e da GPU.
- Controle completo dos aplicativos, incluindo a possibilidade de fazer backup, restaurar ou editar aplicativos, bem como remover bloatware que veio pré-instalado nos aparelhos.
- Habilidade de instalar um firmware (ROM) personalizado, bem como programas tais como: BusyBox, Magisk, XPosed, entre outros, que permitem níveis adicionais de controle no dispositivo rooteado.

### Dificuldades
No passado, muitos fabricantes tentaram produzir telefones não-rooteáveis com proteções mais elaboradas, apesar de eles continuarem podendo sofrer o procedimento de alguma outra forma. Pode não haver exploits para modelos de telefones lançados recentemente, mas algum geralmente é disponibilizado dentro de poucos meses.

## Reação da indústria
Até 2010, os fabricantes de telefones inteligentes e de tablets, assim como as operadoras de telefonia celular, em geral não apoiavam o desenvolvimento de firmwares alternativos. Os fabricantes expressaram preocupação acerca de mau funcionamento dos dispositivos executando software não oficial, assim como dos custos de suporte técnico. Além disso, firmwares como CyanogenMod podem oferecer recursos pelos quais as operadoras geralmente cobrariam alguma tarifa extra, como Tethering.
Devido a isso, obstáculos técnicos, como gerenciadores de inicialização travados e acesso restrito às permissões de root começaram a ser introduzidos em muitos dispositivos. No entanto, como os softwares desenvolvidos pela comunidade começaram a crescer em popularidade no final de 2009, início de 2010, os fabricantes e as operadoras começaram a mudar suas posições. Atualmente, alguns fabricantes como HTC, Samsung, Motorola e Sony Mobile Communications apoiam e encorajam o desenvolvimento.

## Aspectos legais
Tratados internacionais influenciaram o desenvolvimento de leis afetando o rooting. O Acordo de Direitos Autorais da OMPI, de 1996, exige que as nações participantes deste tratado promulguem leis contra a circunvenção de DRM. A implementação estadunidense é a Digital Millennium Copyright Act, que inclui um processo para estabelecer isenções para fins que não infrinjam os direitos autorais, como o rooting. A Directiva da União Europeia sobre direito de autor implementou o tratado na Europa em 2001, exigindo que os países membros da União Europeia implementassem proteções legais para medidas de proteção tecnológica. Essa diretiva possui exceções para permitir quebrar essas medidas para fins que não infrinjam os direitos autorais, tais como executar softwares alternativos, mas os Estados-membros variam na implementação da Diretiva.

### Brasil
A maioria dos fabricantes afirma que a realização do rooting acarretará a perda imediata da garantia do aparelho. No Brasil, porém, o Código de Defesa do Consumidor assegura uma garantia legal de 90 dias após a data da compra do dispositivo contra defeitos de fabricação. Alguns juristas argumentam que a prática do root não caracteriza mau uso do produto e veem problemas nos aspectos legais nos contratos de isenção que o proprietário do dispositivo é obrigado a aceitar eletronicamente para obter os códigos de acesso necessários à realização do procedimento.